# ヴェニスの謝肉祭
『ヴェニスの謝肉祭』（ヴェニスのしゃにくさい、イタリア語: Il carnevale di Venezia）は、ナポリ民謡をもとにニコロ・パガニーニが1829年に作曲したヴァイオリン用の変奏曲。および同じ主題にもとづく他の作曲家による作品。

## 概要
1828年にウィーンを訪れた後、パガニーニは1829年から翌年にかけてドイツ各地で演奏旅行を行った。『ヴェニスの謝肉祭』作品10はこの時に作曲された作品である。
もとになった旋律は当時広く知られていた。フランスのルイ＝リュック・ロワゾー・ド・ペルスュイはロドルフ・クレゼールとともにバレエ『ヴェニスの謝肉祭』を作曲した（1816年初演）。パガニーニの作品よりも古いが、同じ旋律が出てくる。このバレエを見たトマス・ムーアは旋律に「Oh, come to me when daylight sets」という英語の歌詞をつけた（1818年出版）。
パガニーニは最初この曲に『ナポリのカンツォネッタ「いとしいマンマ」によるアダージョ・カンタービレと変奏曲』(Adagio cantabile e variazioni, sulla canzonetta napoletana «O mamma, mamma cara»)という題をつけていた。没後に『「ヴェニスの謝肉祭」の主題による序奏と変奏曲』(Introduzione e Variazioni sul tema «Carnevale di Venezia»)作品10として出版された。
曲はイ長調6⁄8拍子で、主題と20の変奏、および短い終結部から構成される。構造的には単純で、各変奏は16小節からなり、転調もしないが、各変奏の間の変化が大きい。

## パガニーニ以外の楽曲
同じ主題でさまざまな楽器のために『ヴェニスの謝肉祭』変奏曲が書かれている。
ハインリヒ・ヴィルヘルム・エルンストはパガニーニの演奏に接して、自らもヴァイオリンとピアノのための『ヴェニスの謝肉祭』作品18を書いた。
セルヴェ (Adrien-François Servais) はチェロのための『ヴェニスの謝肉祭によるブルレスク風幻想曲』作品9を書いた。
ポール・ジェナンはフルートとピアノのための『ヴェニスの謝肉祭』作品14を書いている。
ジュリオ・ブリッチャルディはフルートと管弦楽のための『ヴェニスの謝肉祭による変奏曲』作品78を書いている。
ジュール・ドゥメルスマンもフルートとピアノのための『ヴェニスの謝肉祭による序奏と変奏曲』作品7を書いている。フレデリック・ヘムケ (Frederick Hemke) はこの曲をアルトサクソフォーン用に編曲している。
ジャン＝バティスト・アルバン（アーバン）はコルネットのために『ヴェニスの謝肉祭変奏曲』を書いている。これをさらに編曲したものがさまざまな金管楽器で演奏されている。
フレデリック・ショパンの没後に出版されたピアノ変奏曲『パガニーニの思い出』は、1829年にワルシャワを訪れたパガニーニが演奏した『ヴェニスの謝肉祭』を聞いたショパンが、その主題にもとづいて作曲したものと言われている。ショパンは、以前にムーアから知った同じ旋律による連弾のための変奏曲（1826年頃）も残している。
フランツ・リストもヴェニスの謝肉祭によるピアノのための変奏曲を書いている（S.700/700a、未完成）。リストがどのようにしてこの主題を耳にしたかは明らかでない（パガニーニの演奏を聞いた可能性もある）。
フランシスコ・タレガはギター独奏のための『パガニーニのヴェニスの謝肉祭による変奏曲』を書いている。
ヨハン・シュトラウス1世による管弦楽のための幻想曲『エルンストの思い出、またはヴェニスの謝肉祭』作品126では、さまざまな楽器による技巧的なソロが盛りこまれている。

## 使用
2013年の映画『パガニーニ 愛と狂気のヴァイオリニスト』の中でデイヴィッド・ギャレットが演じるパガニーニが演奏している（ギター伴奏）。